# Order Świętej Wielkiej Księżnej Olgi
Order św. Wielkiej Księżnej Olgi (ros. Ordien sw. Wielikoj Kniagini Olgi) właśc. Order Świętej Równej Apostołom Księżnej Olgi (орден Святой Равноапостольной Княгини Ольги) – order kobiecy nadawany w Imperium Rosyjskim od 1915 roku celem uhonorowania publicznej i państwowej działalności kobiet. Został zniesiony w Rosji bolszewickiej w 1917 roku.

## Historia
Krzyż został ustanowiony 11 lipca 1915 roku dekretem cara Mikołaja II celem uczczenia 300-lecia panowania dynastii Romanowów w Rosji. Zgodnie z wolą monarchy przyznawany miał być "w uznaniu zasług kobiet na różnych polach publicznej i państwowej służby bliźniemu". 
Projekt odznaczenia wykonał zasłużony artysta generał-major M.S. Putjatin.
W 1916 roku nagrodę przyznano pierwszy i ostatni raz. Krzyż św. Olgi II klasy otrzymała Wiera Panajewa, która podczas działań wojennych I wojny światowej straciła trzech synów – oficerów, nagrodzonych Orderem św. Jerzego IV klasy.
Krzyż został zniesiony wraz z innymi imperialnymi odznaczeniami po rewolucji październikowej w grudniu 1917.
Obecnie istnieje na liście dwunastu odznaczeń nadawanych przez pretendentkę do rosyjskiego tronu księżnę Marię Władimirowną Romanow jako order wygaszony, ale nie należy do grona ośmiu orderów domowych rosyjskiej dynastii Romanowów.

## Podział
Odznaczenie podzielone było na trzy klasy różniące się kolorem obramowania krzyża. Klasa I była na bokach pozłacana, II – srebrna, a III oprócz srebrnego koloru obramowania miała też srebrne obramowanie medalionu, był również mniejszy. Wszystkie noszone były na białej damskiej kokardzie. Gradację zachowano przy obecnym orderze emigracyjnym.

## Wygląd
Odznaka miała formę krzyża bizantyjskiego pokrytego błękitną emalią. Noszona była na białej wstążce w formie damskiej kokardy na lewej piersi. Awers odznaczenia miał w środku medalion z ikonograficznym przedstawieniem świętej Olgi z krzyżem. Na rewersie na rogach krzyża napisano: 21 lutego 1613–1913 r., przy czym rok jest napisany alfabetem staro-cerkiewno-słowiańskim.